# Aeschynanthus lobaticalyx
Aeschynanthus lobaticalyx är en tvåhjärtbladig växtart som beskrevs av Mendum. Aeschynanthus lobaticalyx ingår i släktet Aeschynanthus och familjen Gesneriaceae. Inga underarter finns listade i Catalogue of Life.